# 渡賀Rachel
渡賀Rachel（日语：渡賀レイチェル），又名MC Rachel。為日本的饒舌歌手、模特兒。渡賀Rachel為其藝名，本名則未公開。為日本雙人嘻哈組合Chelmico成員，在團內擔任隊長。

## 音樂簡歷
自小受辣妹媽媽的影響，會收聽每周熱門流行歌曲排行榜關注潮流，買的第一張專輯為宇多田光的《DEEP RIVER》。小學時代就開始崇拜嘻哈團體RIP SLYME，中學時期因深受搖滾樂團ASIAN KUNG-FU GENERATION影響，而與友人一同組樂隊活動，當時熱愛龐克程度到了認為除了龐克搖滾以外的音樂是垃圾的地步。升上高中後樂團因與友人音樂志向不同而停止活動，高中時期參與輕音樂社團時所使用的吉他為Ovation S778 Elite。

2013年4月，19歲時報名講談社舉辦的「ミスiD2014」選秀活動，並通過2714人的競爭進入決賽圈，該年7月獲得入選賞，之後以此契機獲得PLATINUM PRODUCTION公司的業務提攜，開始藝能活動，初期多以模特兒身份參與時尚雜誌攝影以及音樂PV演出。2014年時經由「ミスiD2014」實行委員的邀請鼓勵下，與好友鈴木真海子組成嘻哈團體chelmico，並在2016年發表首張《chelmico》同名創作專輯，2018年獲得日本華納音樂經紀合約主流出道。目前以Chelmico名義主要活動外，也為其他歌手團體寫歌。

## 藝名演變
私がレイチェル(中文:我是Rachel)→渡賀レイチェル( Watashiga Rachel音同私がレイチェル/中文:我是Rachel)→レイチェル(Rachel)，

目前都以Rachel(from chelmico)名義活動為主。

## 演出

### PV
- tofubeats - 「Her Favorite feat.okadada」＆「衣替え」

PV演出（2014年4月8日）
- 大森靖子 - 《イミテーションガール》

聲音/ PV演出（2014年12月3日）
- ブリーサマーちゃん - 《私の好きなもの》

PV演出（2015年11月11日）

### 電影
- 東佳苗導演「THE END OF ANTHEM」

演員（2017年8月27日)

### 朗讀
- 文學與音樂朗讀活動「文學を踏む」

朗讀表演（2017年7月24日 )

## 樂曲提供
- 'ゴクドルズ - 《Why》

作詞/作曲提供（2019年2月13日）
- Sexy Zone -  《HAPPY END》

作詞提供（2020年2月5日)
- 入野自由 - 《M-9.10》

作詞/作曲提供（2020年11月4日）
- lyrical school - 《Fantasy》

作詞/作曲/編曲提供（2021年3月17日）
- BlooDye - 《Terrestrial paradise》

Rap作詞提供（2021年4月7日）

## 合作歌曲
- TSUBAME - 「GOOD NIGHT feat. おかもとえみ & RACHEL」

作詞/RAP/PV演出（2018年2月18日）
- m-flo loves chelmico - 「RUN AWAYS」

作詞/作曲/歌唱/PV演出（2020年6月12日）
- minan - 《all-rounder feat. Rachel (chelmico), valknee》

歌唱演出：Rachel/ 作詞:Rachel、valknee、 minan /作曲:Shin Sakiura, Rachel, valknee, minan（2021年11月24日）

## 外部連結
- Rachel官方推特帳號 （页面存档备份，存于）